# Noralv Teigen
Noralv Teigen, född 27 september 1932 i Høyanger, död 13 december 2017, var en norsk skådespelare.
Teigen debuterade 1955 vid Folketeatret och var 1956–1957 engagerad vid Nationaltheatret. Åren 1959–1988 samt 1991–1999 spelade han vid Riksteatret. Mellan 1988 och 1991 var han teaterchef vid Sogn og Fjordane Teater. Han har även verkat vid Radioteatret samt deltagit i flera kyrkospel. Han filmdebuterade 1955 i Arne Skouens Barn av solen.

## Filmografi
- 1955 – Barn av solen
- 1970 – Mästertjuven
- 1975 – Bydelen som ikke vil dø (TV-serie)
- 1985 – Galskap!